# Cattedrale

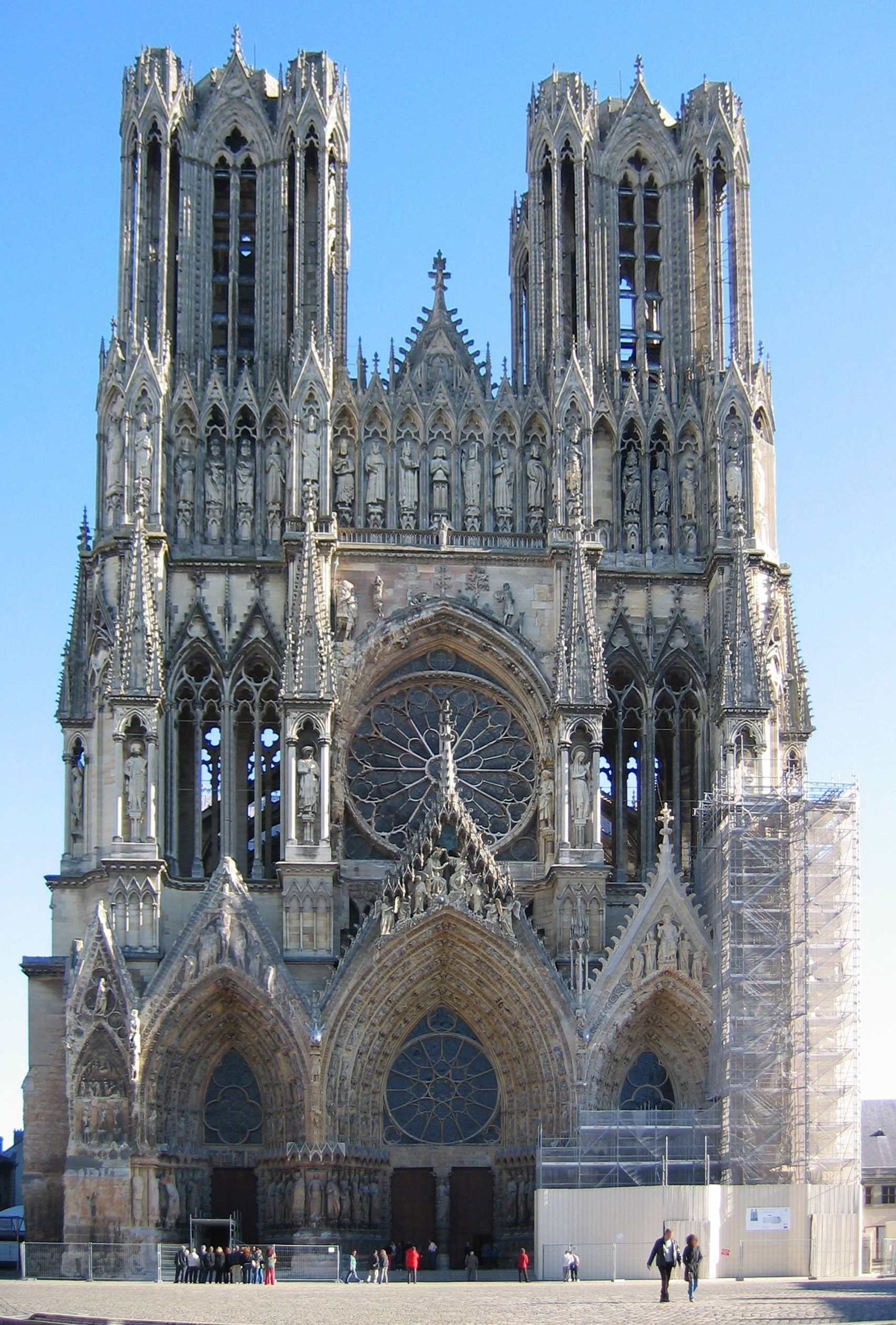
Notre-Dame a Reims

Cattedrale luterana di Helsinki

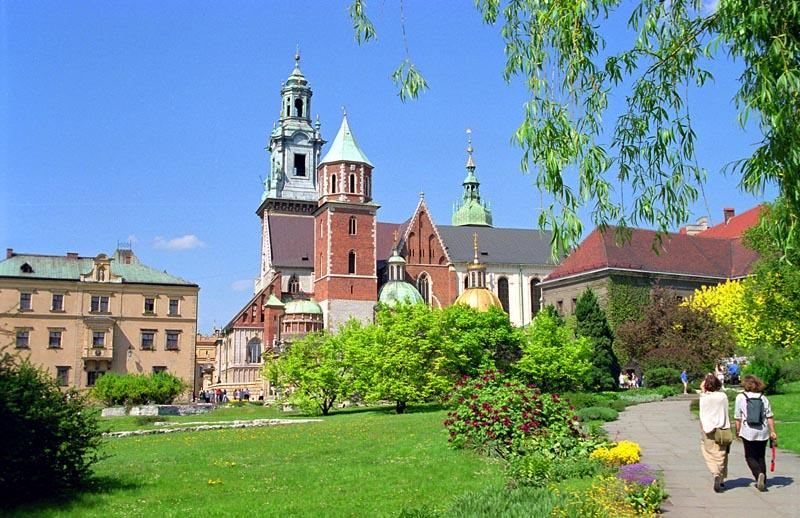
Cattedrale del Wawel a Cracovia

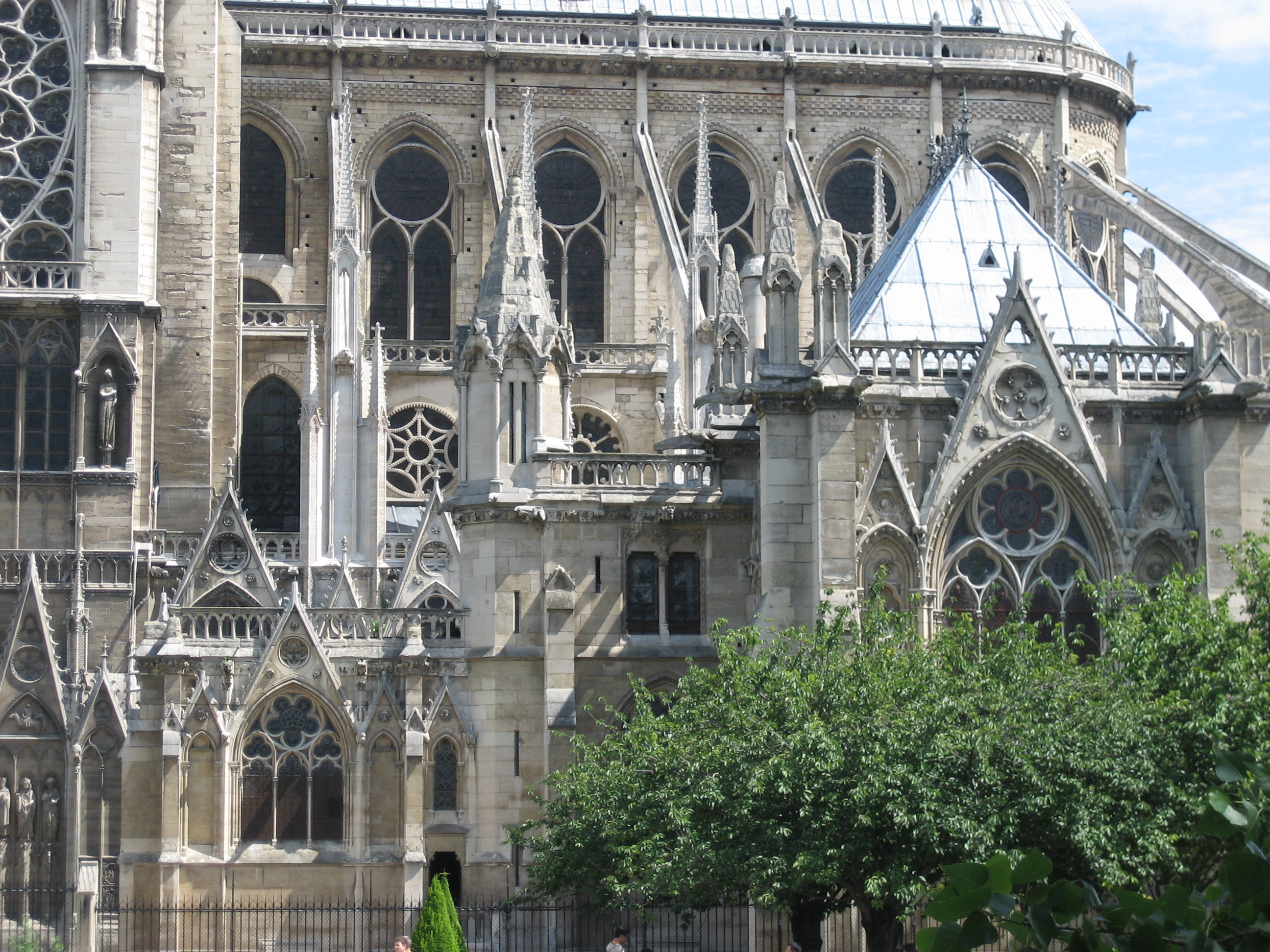
Particolare della Cattedrale di Notre Dame di Parigi

Una cattedrale è la chiesa cristiana più importante di una diocesi, di cui costituisce il centro liturgico e spirituale, e che contiene la cattedra del vescovo della diocesi.

## Terminologia
La locuzione "chiesa cattedrale" (ecclesia cathedralis in latino), o ellitticamente "cattedrale", deriva da "cattedra" (cathedra), perché essa ospita la cattedra del vescovo. Una delle prime ricorrenze della locuzione ecclesia cathedralis si dice fosse presente negli atti del Concilio di Tarragona del 516. 
Un altro nome con cui si indica la cattedrale è ecclesia mater, per indicare che è la "chiesa madre" di una diocesi. Data la sua importanza è anche detta ecclesia maior. Sempre a causa del suo ruolo di principale "casa di Dio" in una regione, la cattedrale era chiamata anche Domus Dei, da cui deriva il termine italiano duomo (ed il corrispondente Dom in tedesco). Si noti però che in diverse città viene chiamata "duomo", per ragioni storiche, la chiesa principale, anche se non propriamente cattedrale.

## Storia e organizzazione
Inizialmente venne decretato che la cattedra vescovile non venisse posta nella chiesa di un villaggio, ma solo in quella di una città. Questo fatto non comportava difficoltà nell'Europa continentale, dove le città erano numerose e furono i centri da cui la cristianità si diffuse nelle zone rurali. Nelle isole britanniche, invece, le città erano scarse e, invece di esercitare la loro giurisdizione su aree definite, molti vescovi avevano influenza su determinate tribù o popolazioni. La cattedra di questi vescovi aveva spesso carattere migratorio.

## Chiesa cattolica
Secondo il diritto canonico il vescovo è considerato come il pastore della chiesa cattedrale, la cui parrocchia è l'intera diocesi. Per questo motivo i giuristi canonici talvolta parlano della cattedrale come dell'unica chiesa della diocesi, mentre le altre sono considerate cappelle, se relazionate ad essa. Anticamente il territorio della diocesi non era suddiviso in parrocchie: ancora nell'Ottocento il vescovo di Catania riuscì ad aggirare le leggi che confiscavano i beni della mensa vescovile, dimostrando che si trattava dei beni dell'unica parrocchia della sua diocesi. 
All'interno della cattedrale «la cattedra deve essere, sempre, una sola e fissa, collocata nella chiesa, cosicché i fedeli possano vedere, facilmente, il Vescovo, il quale deve veramente apparire come il loro capo […] La chiesa cattedrale è il luogo dove il Vescovo diocesano insegna, celebra e governa».
Il diritto canonico prescrive che il vescovo celebri l'eucaristia in cattedrale nelle maggiori solennità e vi conferisca i sacramenti dell'ordinazione e della confermazione. Obbligatoriamente bisogna conservare in cattedrale il Santissimo Sacramento; deve essere dedicata con rito solenne; è il luogo in cui il vescovo prende possesso canonico della diocesi. Nella cattedrale vengono celebrate le esequie dei vescovi, che possono essere sepolti nella chiesa, contrariamente alla raccomandazione di non seppellire cadaveri nelle chiese.
Alla cattedrale può essere attribuito il titolo onorifico di metropolita, primaziale o patriarcale se la diocesi è retta rispettivamente da un metropolita, da un primate o da un patriarca. Queste distinzioni sono appunto onorifiche e non producono differenze per il diritto canonico.

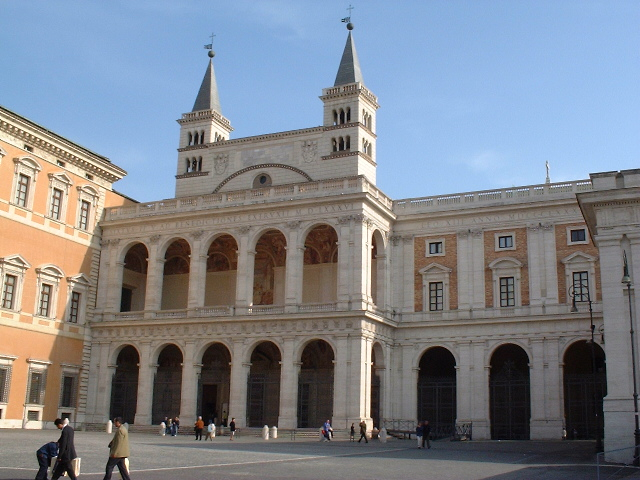
Facciata laterale della cattedrale di San Giovanni in Laterano

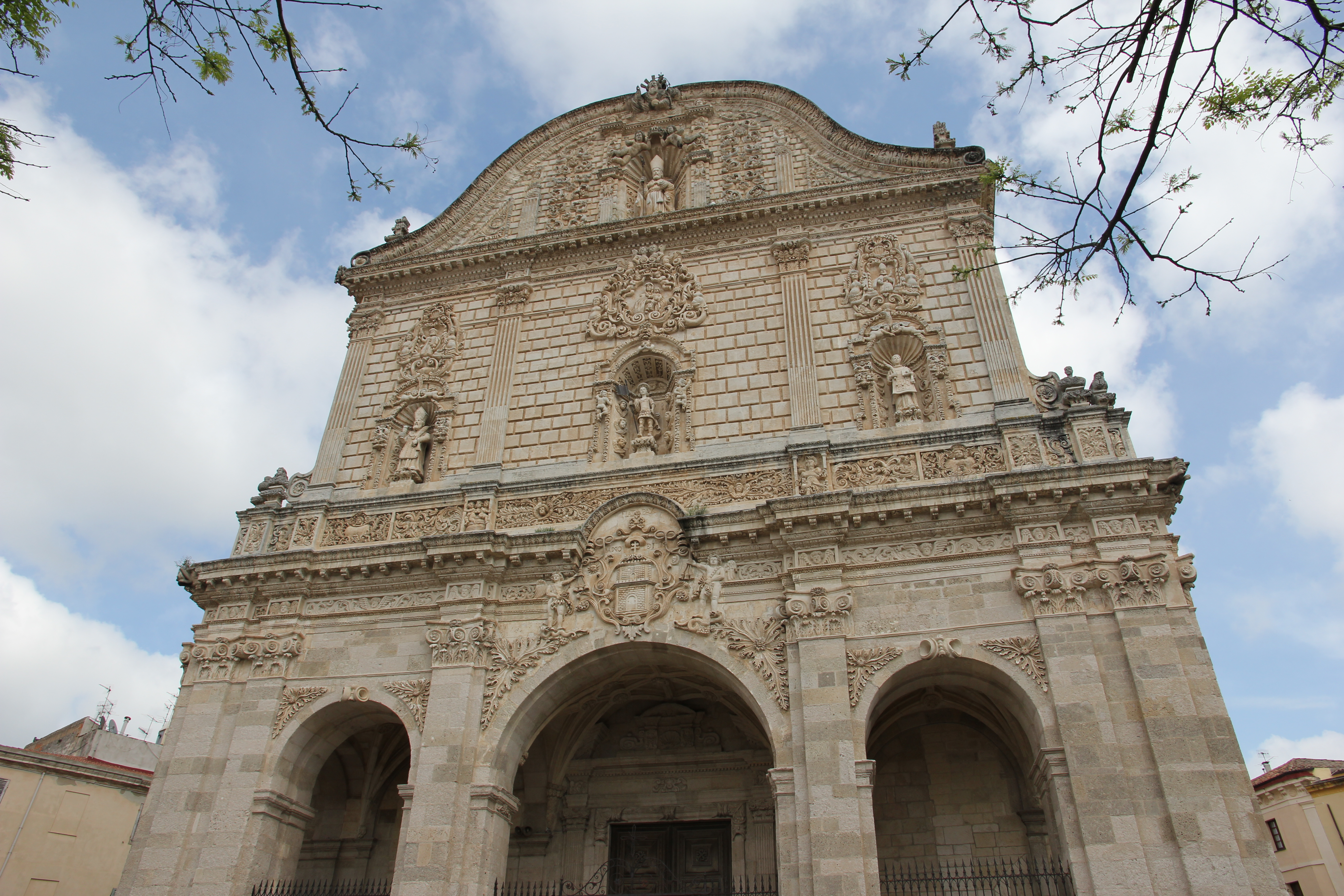
Cattedrale di San Nicola da Bari a Sassari

Il titolo di primate veniva conferito occasionalmente a sedi di grande dignità o importanza, come Canterbury, York e Rouen. Lione, Pisa (da cui la famosa Opera della Primaziale Pisana tutt'oggi esistente) e Lund possono essere citate come cattedrali realmente primaziali. La dignità di chiesa primaziale di "Sardegna e Corsica" fu rivendicata nel tempo dalle cattedrali di Pisa, Cagliari (oggi ufficiale) e Sassari, dove la cattedrale è tutt'oggi conosciuta come La Primatiale. Come per il titolo di primate, anche quello di patriarca è stato conferito a sedi quali Venezia e Lisbona, le cui cattedrali sono patriarcali solo a titolo onorifico. La basilica di San Giovanni in Laterano, è sede cattedrale del Papa in qualità di vescovo di Roma e patriarca dell'occidente, ed è l'unica dell'Europa occidentale a possedere il vero carattere patriarcale. La sua definizione formale è Patriarchalis Basilica, Sacrosancta Romana Cathedralis Ecclesia Lateranensis, anche se né la dizione Patriarca di Occidente né quella di Basilica Patriarcale, con papa Benedetto XVI, compaiono più nell'annuario pontificio.
La soppressione di una diocesi depriva la chiesa della sua dignità di cattedrale, anche se l'appellativo viene mantenuto nell'uso comune, come ad esempio per Anversa che venne privata del vescovo durante la Rivoluzione francese.

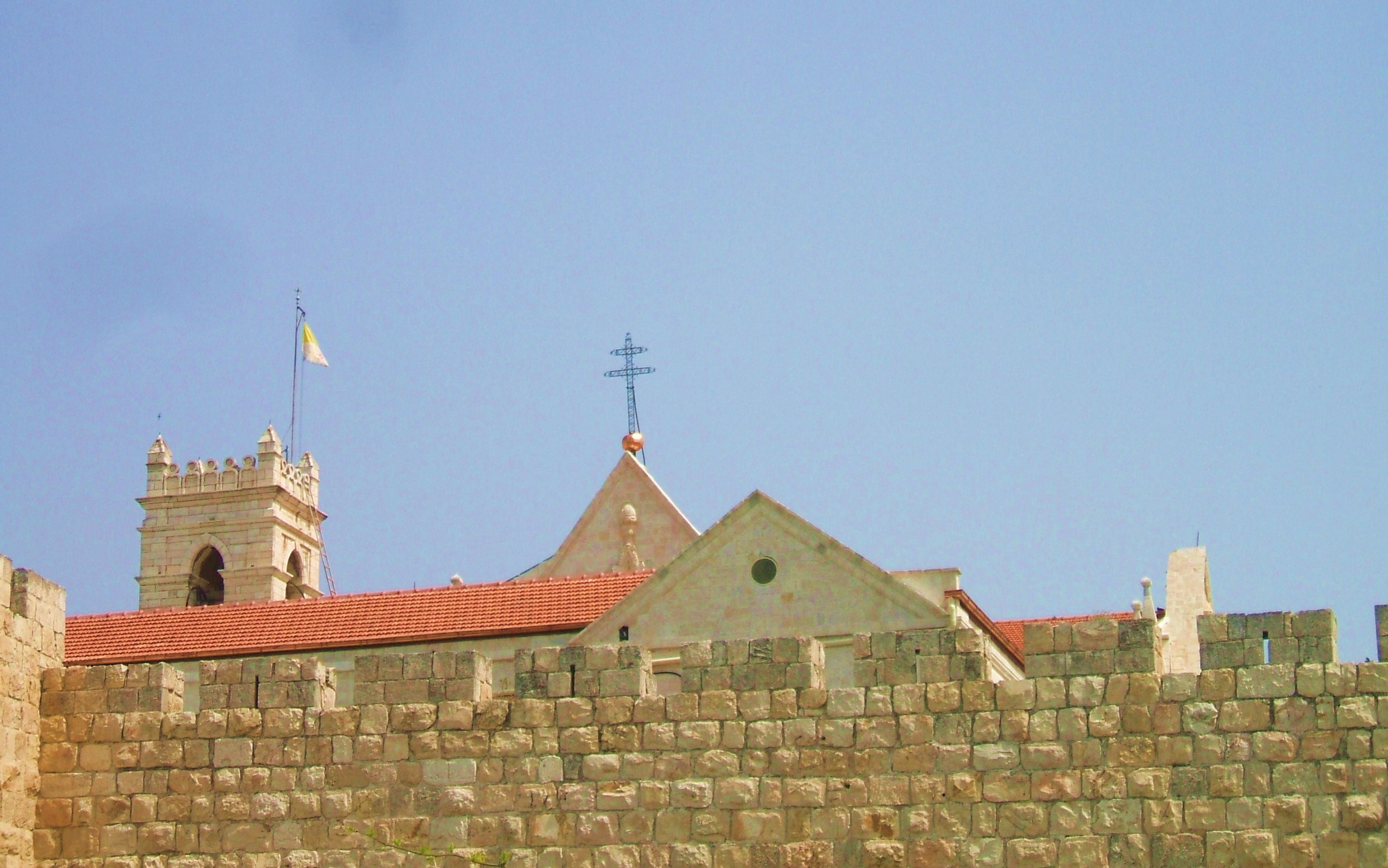
La procattedrale del Santissimo Nome di Gesù a Gerusalemme

Caso curioso nel panorama delle cattedrali mondiali è quello della basilica del Santo Sepolcro, luogo di culto di diverse Chiese cristiane. La chiesa, eretta a cattedrale del Patriarcato di Gerusalemme dei Latini da papa Pio IX nel 1847, non è sede della cattedra del patriarca ed è soggetta alle limitazioni d'uso previste dallo Statu Quo, per cui il patriarca non esercita alcuna autorità sull'edificio. Il patriarca generalmente celebra nella procattedrale del Santissimo Nome di Gesù, consacrata nel 1872.

### Capitolo della cattedrale
La storia del capitolo collegato alla cattedrale è oscura, e in ogni caso considerazioni locali influiscono sul suo sviluppo. Si può però cercare di dare una descrizione generale delle caratteristiche principali comuni a tutti i casi. 
Originariamente il vescovo e il clero della cattedrale formavano una specie di comunità religiosa, che veniva chiamata monasterium, pur non essendo un monastero in senso proprio. Il termine non aveva il significato ristretto che avrebbe acquisito in seguito, da qui, soprattutto in Inghilterra, le apparenti anomalie di chiese come York Minster e la Cattedrale di Lincoln, che pur non avendo mai ospitato monaci hanno ereditato l'appellativo di "minster" o monastero. In queste prime comunità il clero viveva spesso appartato nelle proprie dimore, non infrequentemente con le rispettive consorti. Nell'VIII secolo comunque, san Crodegango, vescovo di Metz (743-766), compilò un regolamento per il clero delle cattedrali che, benché largamente accettato in Germania e in altre parti del continente, non riscosse grande successo in Inghilterra. Secondo le regole di Crodegango, il clero delle cattedrali doveva vivere sotto lo stesso tetto, occupare un dormitorio comune e sottomettersi all'autorità di un ufficiale speciale. Queste regole erano di fatto una variazione della regola benedettina. Gisa, nativo della Lorena e vescovo di Wells dal 1061 al 1088, la introdusse in Inghilterra e ne impose l'osservanza al clero delle cattedrali.

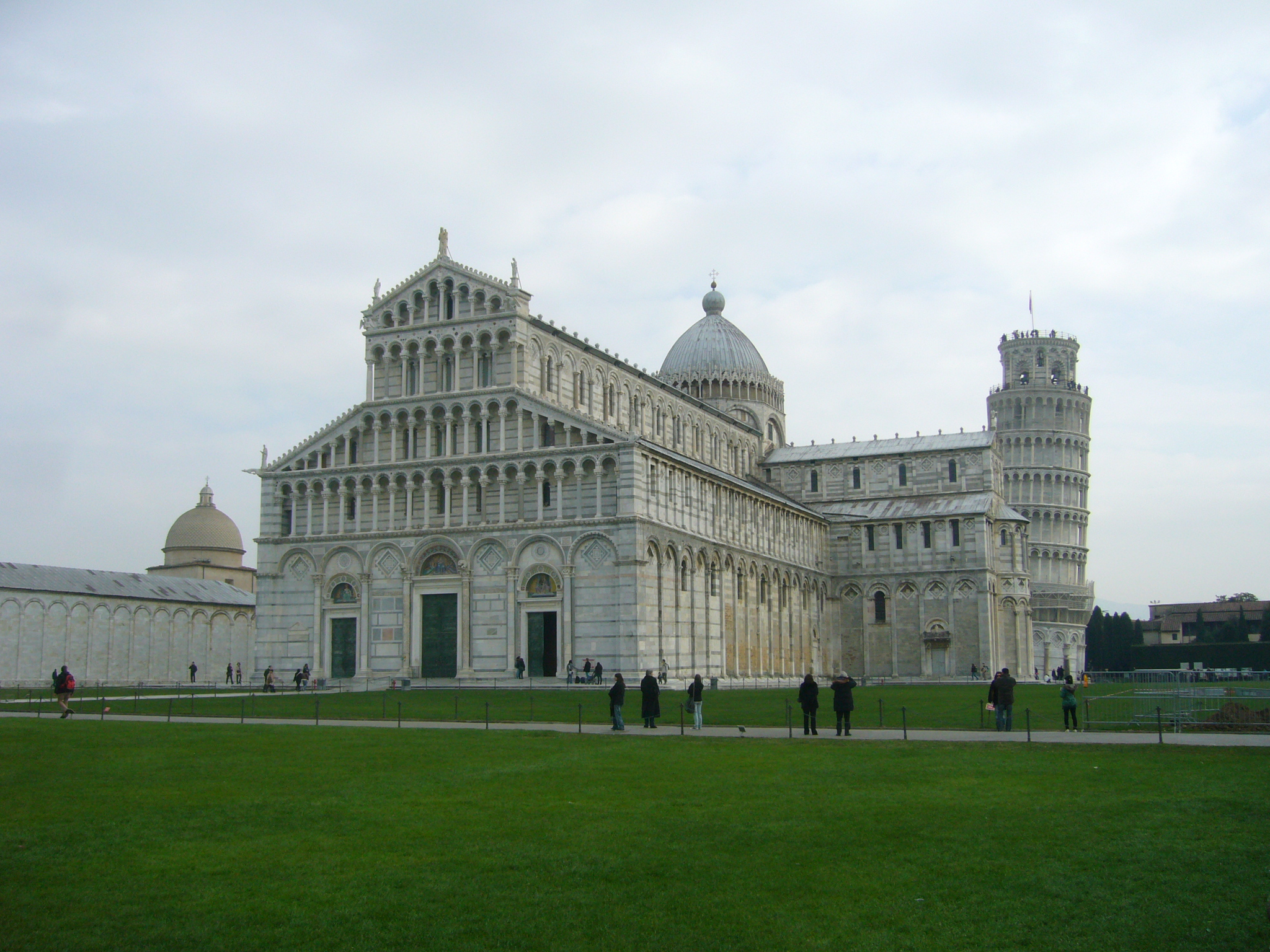
Primaziale di Santa Maria Assunta a Pisa

Durante il X e l'XI secolo, il clero delle cattedrali divenne più organizzato e fu diviso in due classi. Una appartenente a qualche istituzione monastica o a qualche ordine riconosciuto, spesso benedettini, l'altra rappresentata da un collegio clericale legato unicamente ai voti del sacerdozio, ma governato da un codice di statuti, i canonici. In questo modo sorse la distinzione tra cattedrali monastiche e secolari.
In Germania e in Inghilterra, molte cattedrali erano monastiche. In Danimarca erano tutte benedettine, ad eccezione di Børglum, che fu premonstratense fino alla Riforma. Le altre furono tutte cambiate in chiese con canonici secolari. In Svezia, Uppsala era originariamente benedettina, ma venne secolarizzata attorno al 1250 e venne ordinato che tutte le cattedrali svedesi avessero un capitolo di almeno quindici canonici secolari. In Francia i capitoli monastici erano molto comuni, ma quasi tutte le cattedrali monastiche vennero convertite al canone secolare prima del XVII secolo. Una delle ultime fu la cattedrale di Sées, in Normandia, che fu agostiniana fino al 1547, quando papa Paolo III dispensò i membri dai loro voti e costituì per loro un capitolo di canonici secolari. Il capitolo di Senez fu monastico fino al 1647 e altri anche più a lungo, ma la maggioranza fu secolarizzata durante il periodo della Riforma.

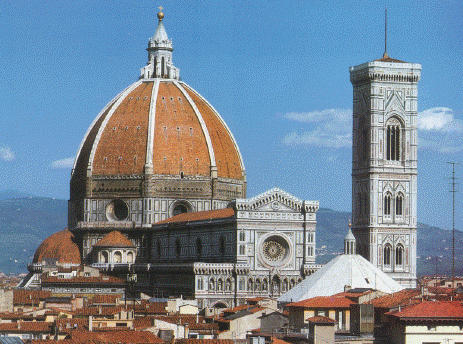
Cattedrale di Santa Maria del Fiore a Firenze

Nel caso delle cattedrali monastiche il governo interno era affidato all'ordine cui apparteneva il capitolo e tutti i membri vi tenevano residenza perpetua. Al contrario, nei capitoli secolari, gli incarichi di prevosto, decano, precentore, cancelliere, tesoriere, ecc., furono posti in essere per garantire il buon funzionamento della chiesa e dei suoi servizi, mentre la non residenza dei canonici, divenne la regola, e portò a far sì che i loro incarichi fossero svolti da un corpo di vicari che officiavano ai servizi della chiesa.
Altrove, i primi capi delle chiese secolari sembra siano stati i prevosti, che erano incaricati, non solo con il regolamento interno, della supervisione dei membri del capitolo e del controllo dei servizi, ma erano anche i gestori dei terreni e dei possedimenti della chiesa. Quest'ultimo ruolo era quello su cui spesso spostavano la loro attenzione, a discapito dei doveri domestici ed ecclesiali e subito sorsero lamentele che i prevosti erano troppo presi dagli affari terreni e troppo spesso assenti dai doveri spirituali. Ciò portò in molti casi all'istituzione di un nuovo ufficiale chiamato decano, che si prese carico dei compiti del prevosto legati alla disciplina interna e ai servizi della chiesa. In alcuni casi l'ufficio del prevosto venne abolito, mentre in altri continuò e il prevosto era anche arcidiacono e restava a capo del capitolo.

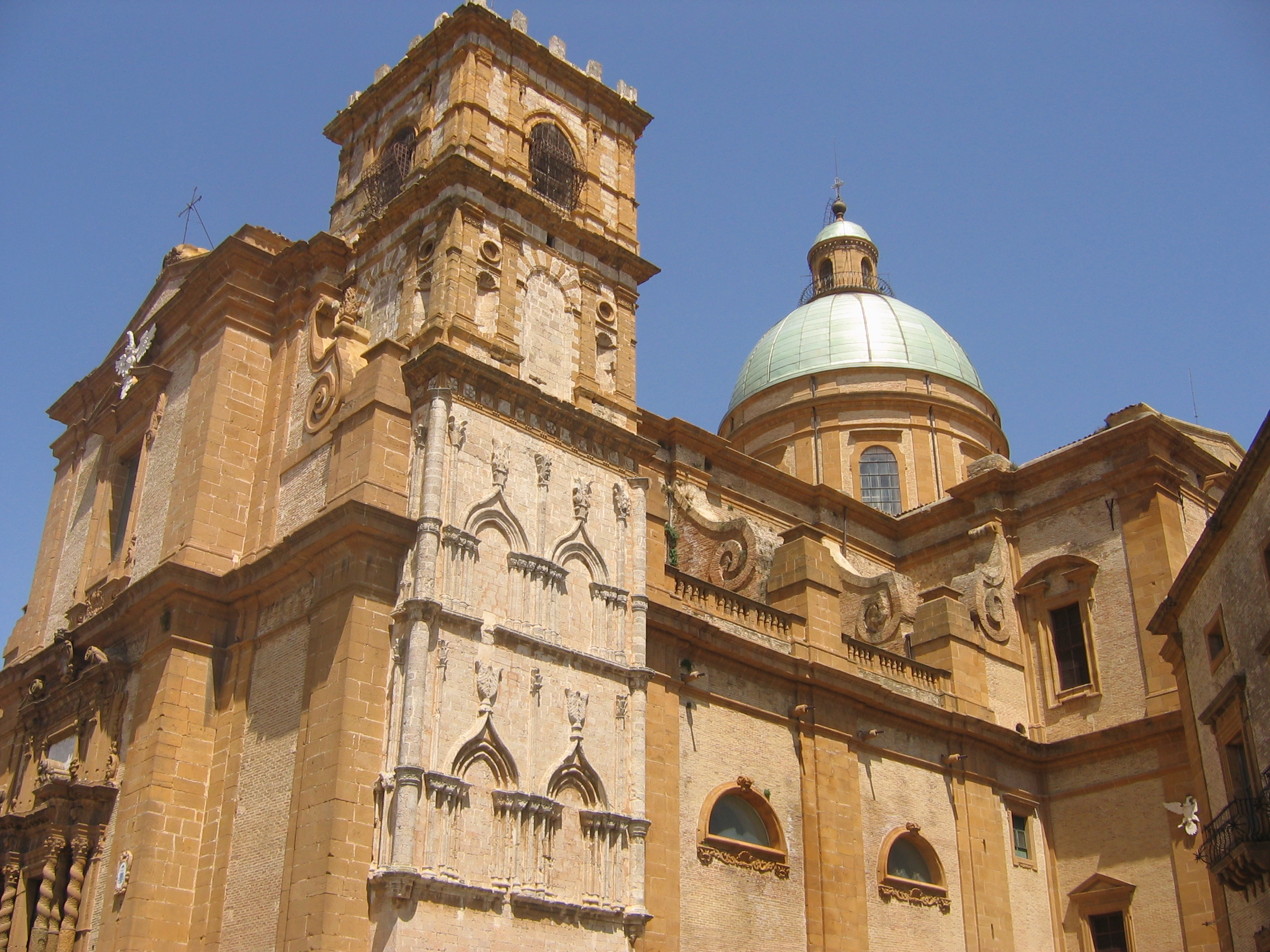
Cattedrale di Piazza Armerina

La normale composizione del capitolo di una cattedrale secolare, comprendeva quattro dignitari (potevano essere anche di più) in aggiunta ai canonici.

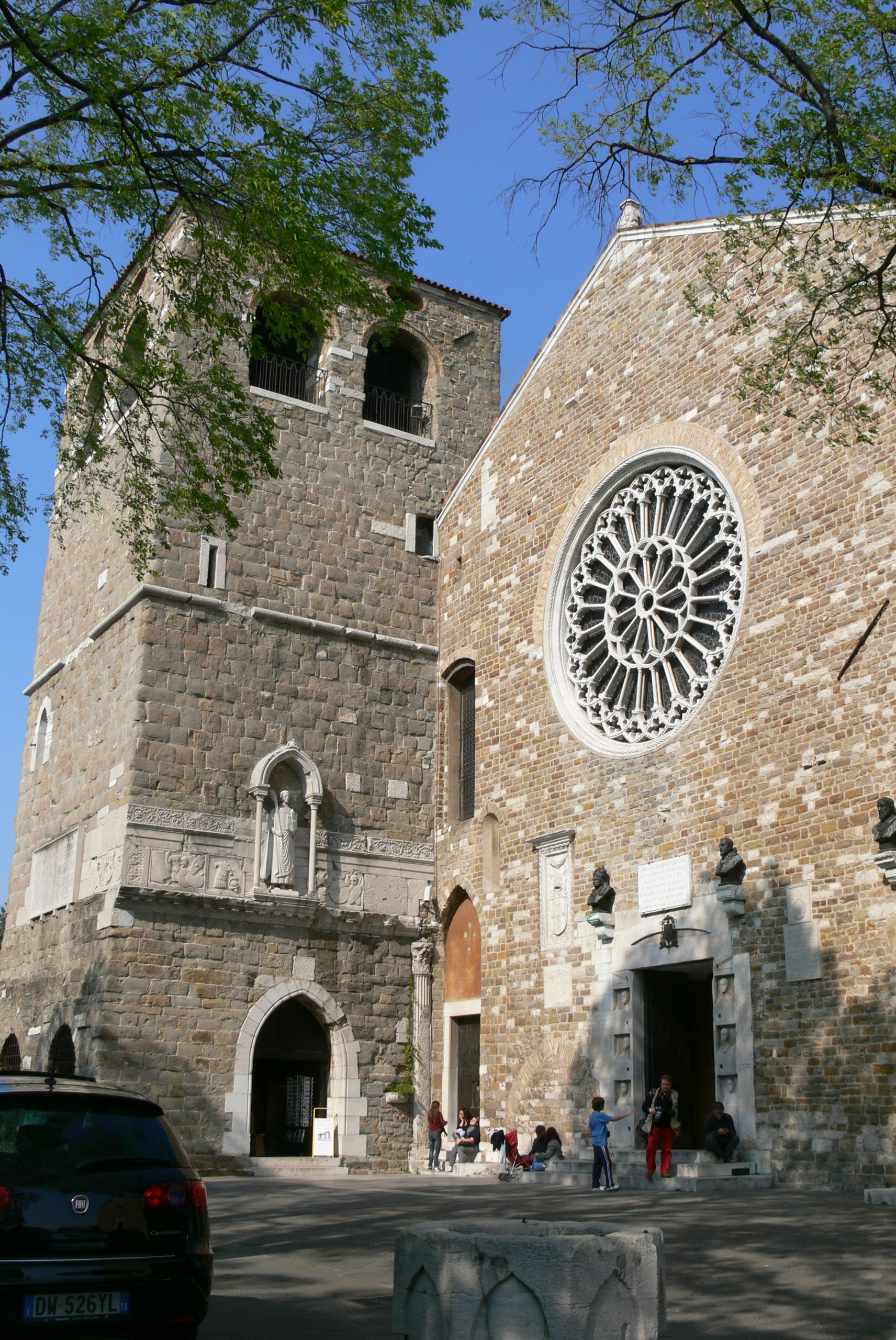
Cattedrale di San Giusto a Trieste

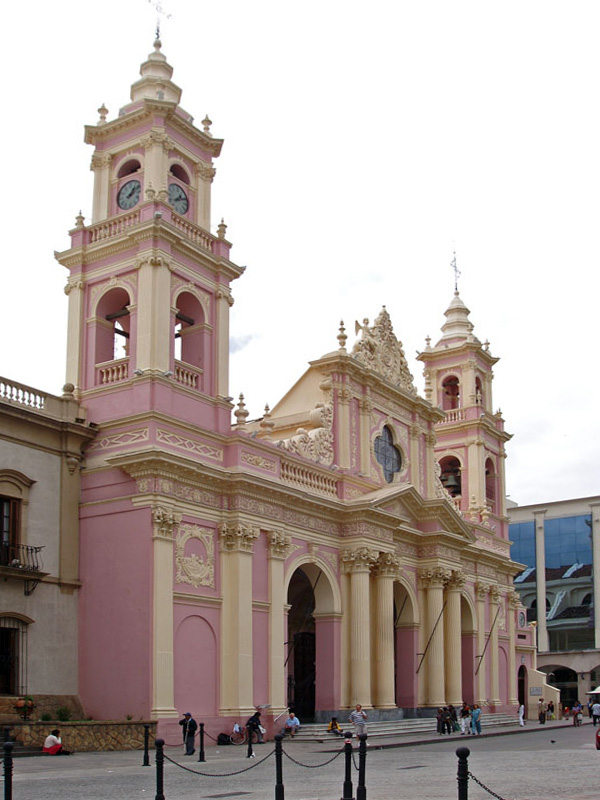
Cattedrale di Salta in Argentina

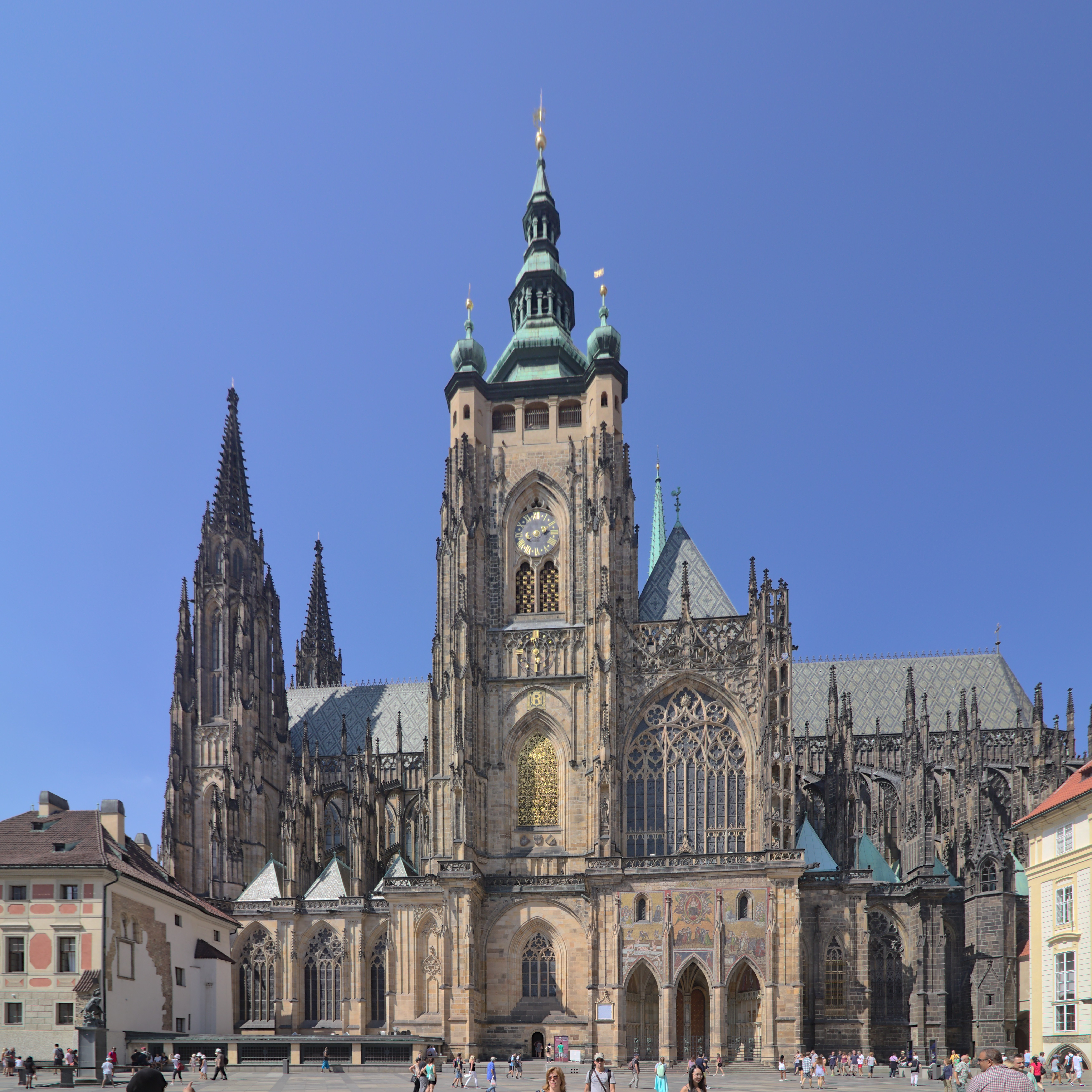
Cattedrale di San Vito a Praga

- Il decano (decanus) sembra abbia derivato la sua designazione dal decano benedettino, che aveva dieci monaci ai suoi ordini. Il decano, come si è già notato, divenne in esistenza per supplire al ruolo del prevosto nella gestione interna della chiesa e del capitolo. In Inghilterra il decano era a capo di tutte le chiese cattedrali e fu originariamente eletto dal capitolo e confermato in carica dal vescovo. Egli era il presidente del capitolo e in chiesa era incaricato della celebrazione dei servizi, officiando determinate parti per statuto, nelle festività principali. Egli sedeva nello scranno principale del coro, che solitamente è il primo sulla destra, entrando nel coro da ovest.
- Subito dopo il decano (di regola), viene il precentore (primicerio, cantore, ecc.), il cui incarico speciale è quello di regolare la parte musicale del servizio. Egli presiede in assenza del decano e occupa lo scranno corrispondente sul lato sinistro del coro.
- Il terzo dignitario è il cancelliere (scholasticus, écoldtre, capiscol, magistral, ecc.), che non deve essere confuso con il cancelliere della diocesi. Il cancelliere della cattedrale è incaricato della supervisione delle scuole, e sovraintende alle lezioni nel coro. Egli è spesso anche il segretario e bibliotecario del capitolo. In assenza del decano e del precentore è il presidente del capitolo. Lo scranno più a sinistra sul lato del coro dove siede il decano, è normalmente assegnato a lui.
- Il quarto dignitario è il tesoriere (custos in latino, sacrista in italiano, cheficier in francese). Egli era il guardiano della fabbrica di tutti gli arredamenti e ornamenti della chiesa, e il suo dovere era quello di fornire pane e vino per l'eucaristia, nonché candele e incensi. Era inoltre incaricato di regolare materie quali il suono delle campane. Lo scranno del tesoriere era opposto a quello del cancelliere. Questi quattro dignitari occupavano gli scranni ai quattro angoli del coro, ed erano chiamati in molti statuti le quatuor majores personae della chiesa.

In molte cattedrali c'erano dignitari addizionali: il prelettore, il sottodecano, il vicecancelliere, il succentore (succentor-canonicorum), e altri, che vennero in esistenza per sopperire ai posti di altri dignitari assenti, in quanto la non residenza era il problema principale delle chiese secolari e in questo contrastavano duramente con le chiese monastiche, dove tutti i membri erano in residenza perpetua. Oltre ai dignitari, vi erano i canonici ordinari, ognuno dei quali, come regola, aveva una dotazione o prebenda separata, oltre a ricevere una parte dei fondi comuni della chiesa. 
Per la maggior parte, anche i canonici divennero rapidamente non residenti, e questo portò alla distinzione tra canonici residenti e non, finché in molte chiese il numero di residenti divenne limitato e i non residenti, che non spartivano più i fondi comuni, divennero generalmente conosciuti come "prebendari", anche se la loro non residenza, non li faceva abbandonare la loro posizione di canonici, né rinunciare al diritto di voto nel capitolo. Il sistema di non residenza portò anche all'istituzione dei vicari corali (ogni canonico aveva il suo), che sedevano nello scranno del canonico e se esso era presente in quello immediatamente sotto, nella seconda fila. I vicari non avevano diritto di voto nel capitolo (Vox in capitulo) e anche se irremovibili (eccetto nel caso di gravi offese), erano i servi dei canonici assenti di cui occupavano lo scranno e svolgevano i compiti. In alcune zone erano conosciuti anche come semi-prebendari. Con il passare del tempo, i vicari stessi erano spesso incorporati in una specie di capitolo minore, o collegio, sotto la supervisione del decano e del capitolo.
Non esisteva distinzione tra i capitoli delle cattedrali monastiche e quelli dei canonici secolari nella relazione tra vescovo e diocesi. In entrambi i casi, il capitolo era il consiglio del vescovo, il quale era tenuto a consultarlo in tutte le questioni importanti, pena l'impossibilità di agire. Quindi, una decisione giudiziale del vescovo necessitava della conferma da parte del capitolo prima di poter essere eseguita. Egli non poteva cambiare i libri del servizio oppure "usare" la chiesa o la diocesi, senza il consenso del capitolo. In realtà questa teoria, con il passare del tempo venne a cadere.